# محاولات وقف إطلاق النار خلال حرب لبنان 2006
محاولات وقف إطلاق النار خلال حرب لبنان 2006 بدأت خلال الصراع على الفور ودعا لبنان إلى وقف فوري وغير مشروط لإطلاق النار في اليوم التالي لبدء الأعمال القتالية. بيد أن إسرائيل التي تدعمها بشدة الولايات المتحدة وبريطانيا أصرت على أنه لا يمكن وقف إطلاق النار حتى يتم نزع سلاح ميليشيا حزب الله أو إزالتها من جنوب لبنان. عقد مجلس الأمن التابع للأمم المتحدة اجتماعات طوال فترة النزاع ولكنه فشل في الاتفاق على قرار لوقف إطلاق النار.

## محاولات وقف إطلاق النار يوما بعد يوم

### 13 يوليو
قال رئيس الوزراء اللبناني فؤاد السنيورة أن حكومته لم تكن على علم بغارة حزب الله قبل وقوعها «ولا تتحمل المسؤولية ولا تؤيد ما حدث على الحدود الدولية» وحث لبنان الأمم المتحدة على اتخاذ قرار فوري بشأن وقف إطلاق النار ورفع الحصار البحري والجوي الإسرائيلي.
في اليوم نفسه استخدمت الولايات المتحدة حق النقض ضد مشروع قرار أمام مجلس الأمن يدعو إلى وقف إطلاق النار وإطلاق سراح جميع الرهائن في سياق النزاع في غزة مستشهدا ب«الطبيعة المتقلبة للأحداث على أرض الواقع» مما جعلها عفا عليها الزمن.

### 14 يوليو
ذكرت بي بي سي نيوز أن رئيس الوزراء الإسرائيلي إيهود أولمرت لن يوافق على وقف إطلاق النار إلا إذا أعاد حزب الله الجنود المعتقلين وأوقف إطلاق الصواريخ على إسرائيل وإذا طبق لبنان قرار مجلس الأمن التابع للأمم المتحدة رقم 1559 الذي يدعو إلى نزع سلاح الحزب.
اجتمع مجلس الأمن للنظر في الحالة. نددت روسيا والصين وفرنسا جميعا بأنشطة حزب الله لكنها اعتبرت أن الرد العسكري الإسرائيلي غير متناسب.

### 15 يوليو
قال الرئيس الاميركي جورج بوش الإبن: «نحن بالطبع نواصل المناقشات مع إسرائيل وكل الدول ذات السيادة لها الحق في الدفاع عن نفسها من الهجمات الإرهابية ورسالتنا (إلى إسرائيل) هي الدفاع عن نفسك ولكن انتبهي للعواقب لذلك نحن نحث على ضبط النفس».
في اليوم نفسه رفض مجلس الأمن التابع للأمم المتحدة مطالبات لبنان بأنه يدعو إلى وقف فوري لإطلاق النار حيث أفادت التقارير بأن الولايات المتحدة هي العضو الوحيد في المجلس المكون من 15 دولة الذي عارض أي إجراء.

### 17 يوليو
قال رئيس الوزراء الإسرائيلي إيهود أولمرت أن المعارك في لبنان ستنتهي عندما يطلق حزب الله سراح الجنديين الأسيرين وتوقفوا عن الهجمات الصاروخية على إسرائيل ونشر الجيش اللبناني على طول الحدود. في اليوم نفسه دعا الأمين العام للأمم المتحدة كوفي عنان ورئيس الوزراء البريطاني تونى بلير إلى إرسال قوة دولية إلى لبنان لوقف حزب الله من مهاجمة إسرائيل. لكن إسرائيل قالت أنه من السابق لأوانه الحديث عن نشر قوة دولية.

### 19 يوليو
رفضت الولايات المتحدة الدعوات إلى وقف فوري لإطلاق النار. قالت وزيرة الخارجية الأمريكية كوندوليزا رايس أن وقف إطلاق النار لا يمكن أن يحدث إلا عندما تكون الظروف مواتية لذلك.

### 20 يوليو
أطلع الأمين العام كوفي عنان مجلس الأمن على التصعيد المستمر للصراع.

### 25 يوليو
دعا مركز الديمقراطية في لبنان وهو مجموعة لبنانية شاركت في حركة ثورة الأرز إلى وقف فوري لإطلاق النار واقترح «خارطة طريق للتطبيع». في اليوم نفسه قال عضو بارز في اللجنة التنفيذية لحزب الله: «لقد حقق حزب الله حتى الآن نجاحات عسكرية مفاجئة... لكن حزب الله ما زال مستعدا لقبول وقف إطلاق النار والتفاوض بشكل غير مباشر على تبادل الأسرى لإنهاء الأزمة الحالية».

### 26 يوليو
تعهد وزراء خارجية الولايات المتحدة وأوروبا والشرق الاوسط في روما «بالعمل فورا على التوصل إلى أقصى درجات الاستعجال لوقف إطلاق النار الذي يضع حدا للعنف والأعمال القتالية الحالية» على الرغم من أن الولايات المتحدة حافظت على دعم قوي للحملة الإسرائيلية وأفيد بأن نتائج المؤتمر كانت أقل من توقعات القادة العرب والأوروبيين.
في اجتماع روما عرض رئيس الوزراء اللبناني فؤاد السنيورة خطة السنيورة المكونة من سبع نقاط والتي دعت إلى الإفراج المتبادل عن الأسرى والمعتقلين اللبنانيين والإسرائيليين وانسحاب القوات البرية الإسرائيلية خلف الخط الأزرق وأن منطقة مزارع شبعا المتنازع عليها تحت سلطة الأمم المتحدة إلى أن يتم تسوية قضية الملكية وأن يسيطر الجيش اللبناني سيطرة كاملة على جنوب لبنان وأن قوة متعددة الجنسيات قوية بتفويض من الأمم المتحدة توضع في جنوب لبنان وأن تمنح السلطات اللازمة لضمان الاستقرار والأمن. حصلت الخطة على دعم من حزب الله والاتحاد الأوروبي وجامعة الدول العربية بما في ذلك دول مثل سوريا والأردن.

### 27 يوليو
اجتمع مجلس الأمن للإعراب عن صدمته وحزنه وقصف أحد مراقبي الأمم المتحدة (جزء من قوة الأمم المتحدة المؤقتة في لبنان) ومقتل أربعة من قوات حفظ السلام التابعة له.

### 28 يوليو
طلب منسق الإغاثة الطارئة في الأمم المتحدة جان إيغلاند وقف إطلاق النار لمدة 72 ساعة للسماح لعمال الإغاثة بإجلاء كبار السن والشباب والجرحى وتقديم المساعدات إلى لبنان. لكن المتحدث باسم الحكومة الإسرائيلية آفي بازنر رفضه قائلا: «لا حاجة إلى وقف مؤقت لإطلاق النار لمدة 72 ساعة لأن إسرائيل فتحت ممرا إنسانيا من وإلى لبنان».

### 30 يوليو
في أعقاب الغارة على قانا أعلنت الحكومة الإسرائيلية وقفها لمدة 48 ساعة للعمليات الجوية في جنوب لبنان. كان السبب الذي تم تقديمه هو السماح للأمم المتحدة بتنسيق «الجهود الإنسانية على الأرض في جنوب لبنان للسماح لوقت الجيش الإسرائيلي بالتحقيق في الأحداث في قانا وفقا لناطق باسم الجيش الإسرائيلي» للسماح لفترة 24 ساعة آمنة مرور لجميع المقيمين في جنوب لبنان الراغبين في المغادرة وقد احتفظ الجيش الإسرائيلي بحقه في مهاجمة الأهداف التي هددت قواته خلال فترة الإيقاف المؤقت.
أطلع الأمين العام مجلس الأمن على الغارة على قانا وألقى بيانات من ممثل لبنان ثم أصدر بيانا أعرب فيه عن «صدمته وحزنه الشديدين» في الحادث.

### 31 يوليو
أصدر مجلس الأمن قرار الأمم المتحدة 1697 الذي يدعو إلى إعادة تزويد قوة الأمم المتحدة المؤقتة في لبنان وتمديد ولايتها حتى 31 أغسطس ثم عقد اجتماعا تبادل فيه ممثل لبنان وإسرائيل وجهات نظرهما.

### 4 أغسطس
قدمت فرنسا والولايات المتحدة مشروع قرار لمجلس الأمن الدولي. غير أن لبنان ومعظم الدول العربية اعتبرها مؤاتية جدا لإسرائيل لأنها لا تدعو إلى انسحاب إسرائيلي فوري من الأراضي اللبنانية ودعت إسرائيل إلى وقف أنشطتها الهجومية في الوقت الذي تدعو فيه حزب الله إلى وقف جميع الأنشطة.

### 7 أغسطس
في اجتماع طارئ للجامعة العربية في بيروت تم تفصيل خطة السنيورة من خلال تحديد أن 15 ألف جندي لبناني سيملأ الفراغ في جنوب لبنان بين الانسحاب الإسرائيلي ووصول القوة الدولية. تطابق عدد الجنود مع ما قاله رئيس الوزراء الإسرائيلي إيهود أولمرت في وقت سابق أن حجم القوة الدولية سيحتاج إلى معرفة حجمه.

### 8 أغسطس
جاء وفد من جامعة الدول العربية إلى نيويورك لمحاولة إقناع مهندسي مشروع الأمم المتحدة فرنسا والولايات المتحدة بخطة السنيورة. أدى ذلك مقترنا بمعارضة شديدة للمشروع الحالي من عدة أعضاء في المجلس الخمسة عشر وخاصة قطر إلى تغيير موقف فرنسا. بغية تجنب الانهيار التام لجهود الأمم المتحدة لإنهاء الأعمال العدائية أدى ذلك في نهاية المطاف إلى مراجعة جذرية لمشروع الاقتراح (مع إعادة صياغة العديد من المسودات) والتي تضمنت العديد من العناصر من خطة السنيورة.
اجتمع مجلس الأمن وناقش مزايا مشروع قرار معروض عليه (وإن لم يكن متاحا للجمهور).

### 11 أغسطس
اعتمد مجلس الأمن بالإجماع مشروعا منقحا للقرار بوصفه قرار مجلس الأمن التابع للأمم المتحدة رقم 1701 في اجتماع حضره وزراء الدولة أو وزراء خارجية الولايات المتحدة والمملكة المتحدة وفرنسا وقطر واليونان والدانمرك.

### 12 أغسطس
قبلت الحكومة اللبنانية بالإجماع قرار الأمم المتحدة وقبلها أيضا الأمين العام لحزب الله حسن نصر الله. في وقت لاحق من اليوم نفسه أعلن الأمين العام للأمم المتحدة كوفي عنان أن وقف إطلاق النار يبدأ في الساعة 8:00 بالتوقيت المحلي يوم 14 أغسطس وهو الوقت الذي قبله كل من فؤاد السنيورة ورئيس الوزراء الإسرائيلي إيهود أولمرت.

### 13 أغسطس
كما أيدت الحكومة الإسرائيلية القرار حيث صوت 24 وزيرا لصالح واحد وامتناع وزير الدفاع السابق شائول موفاز عن التصويت.

### 18 أغسطس
في أول انتهاك واسع النطاق لوقف إطلاق النار الذي توسطت فيه الأمم المتحدة بين الجانبين اقتحمت إسرائيل معقل حزب الله في عمق لبنان الأمر الذي أدى إلى مقتل أحد جنودها. قال الأمين العام للأمم المتحدة كوفي عنان أن إسرائيل انتهكت أحكام قرار الأمم المتحدة الذي أنهى القتال ودعت جميع الأطراف إلى احترام الحظر المفروض على شحنات الأسلحة غير المأذون بها إلى لبنان.

## وصلات خارجية
- قرار مجلس الأمن الدولى رقم 1559
- قرار مجلس الأمن التابع للأمم المتحدة 1680